# Engelbert Humperdinck
Engelbert Humperdinck (Siegburg, 1 de septiembre de 1854-Neustrelitz, 27 de septiembre de 1921) fue un compositor, crítico y pedagogo alemán conocido por su ópera Hänsel y Gretel (1893) y por haber sido el asistente de Richard Wagner en Bayreuth.

## Biografía
Estudió música en el conservatorio de Colonia y en la Escuela de Música de Múnich. Desde muy joven ganó becas y premios que le dieron la oportunidad de estudiar y viajar por el mundo. Estos viajes fueron una constante inspiración para él, y en su música encontramos influencias de sonidos e instrumentos de países lejanos. 
Humperdinck fue un seguidor de las propuestas estéticas de Richard Wagner, a quien conoció en Nápoles en 1880. La influencia de Wagner fue muy importante en las composiciones operísticas de Humperdinck. Fue su colaborador y asistente para el estreno del «festival sagrado» Parsifal en el Festival de Bayreuth en 1882. Y Wagner lo nombró su apoderado cuando la familia vacacionó en Italia.

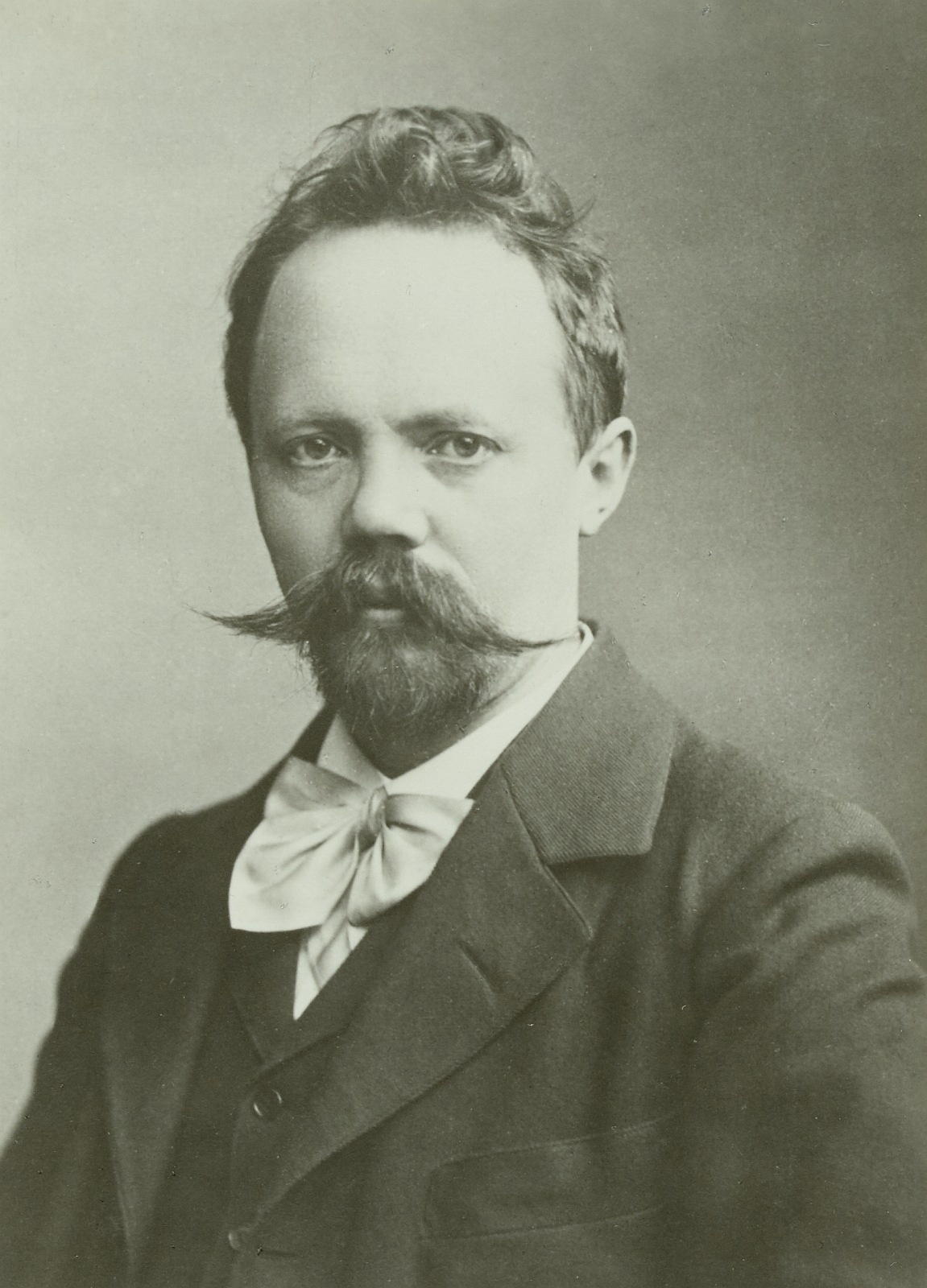
Humperdinck hacia 1854.

Unió la influencia wagneriana con su personalidad amante de lo popular y de lo infantil. Su obra más conocida y por la que más reconocimiento recibió fue la ópera Hänsel y Gretel que aplica la teoría musical wagneriana a un cuento infantil con libreto de su hermana Adelaide Wette (1858-1916).[cita requerida] El resto de su producción escénica ha caído en el olvido, aunque títulos como Los hijos del rey (1910) se reponen ocasionalmente.
Humperdinck tuvo una predilección por los temas para niños, como se puede constatar en obras como Los siete chiquillos (1895) y Cuatro canciones para niños (1901). También ejerció como pedagogo, llegando a trabajar de 1885 a 1886 en el Conservatorio de Barcelona.
En 1912 sufrió un derrame que lo dejó paralizado del brazo izquierdo. Volvió a componer con ayuda de su hijo Wolfram, pero en 1921 murió de un ataque al corazón.
Otras óperas:
- Die sieben Geißlein (Los siete chiquillos) (1895)
- Königskinder (Los hijos del rey) (1897, 1910) (1)
- Dornröschen (La bella durmiente) (1902)
- Die Heirat wider Willen (El matrimonio desconfiado) (1905)
- Bübchens Weihnachtstraum (Sueño de Navidad) (1906)
- Die Marketenderin (La Vivandière) (1914)
- Gaudeamus: Szenen aus dem deutschen Studentenleben (Gaudeamus: escenas de vida de estudiante alemán) (1919).